# Titularbistum Selsea
Selsea ist ein Titularbistum der römisch-katholischen Kirche. Es geht zurück auf einen Bischofssitz in der Stadt Selsey in West Sussex, England. Es gehörte der Kirchenprovinz Canterbury an.
| Titularbischöfe von Selsea |                                                         |                                                                            |                    |                   |
| Nr.                        | Name                                                    | Amt                                                                        | von                | bis               |
| 1                          | Edward Joseph Hunkeler Titularerzbischof pro hac vice   | emeritierter Erzbischof von Kansas City (Kansas, USA)                      | 10. September 1969 | 1. Oktober 1970   |
| 2                          | Walter Francis Sullivan                                 | Weihbischof in Richmond (USA)                                              | 15. Oktober 1970   | 4. Juni 1974      |
| 3                          | Nicolas Huynh Van Nghi                                  | Weihbischof in Saigon Apostolischer Administrator von Phan Thiêt (Vietnam) | 1. Juli 1974       | 6. Dezember 1979  |
| 4                          | Gabriel Villaruz Reyes                                  | Weihbischof in Manila (Philippinen)                                        | 20. Januar 1981    | 21. November 1992 |
| 5                          | André Pierre Louis Dupuy Titularerzbischof pro hac vice | Apostolischer Nuntius                                                      | 6. April 1993      |                   |